# 梅斯亚尔厅

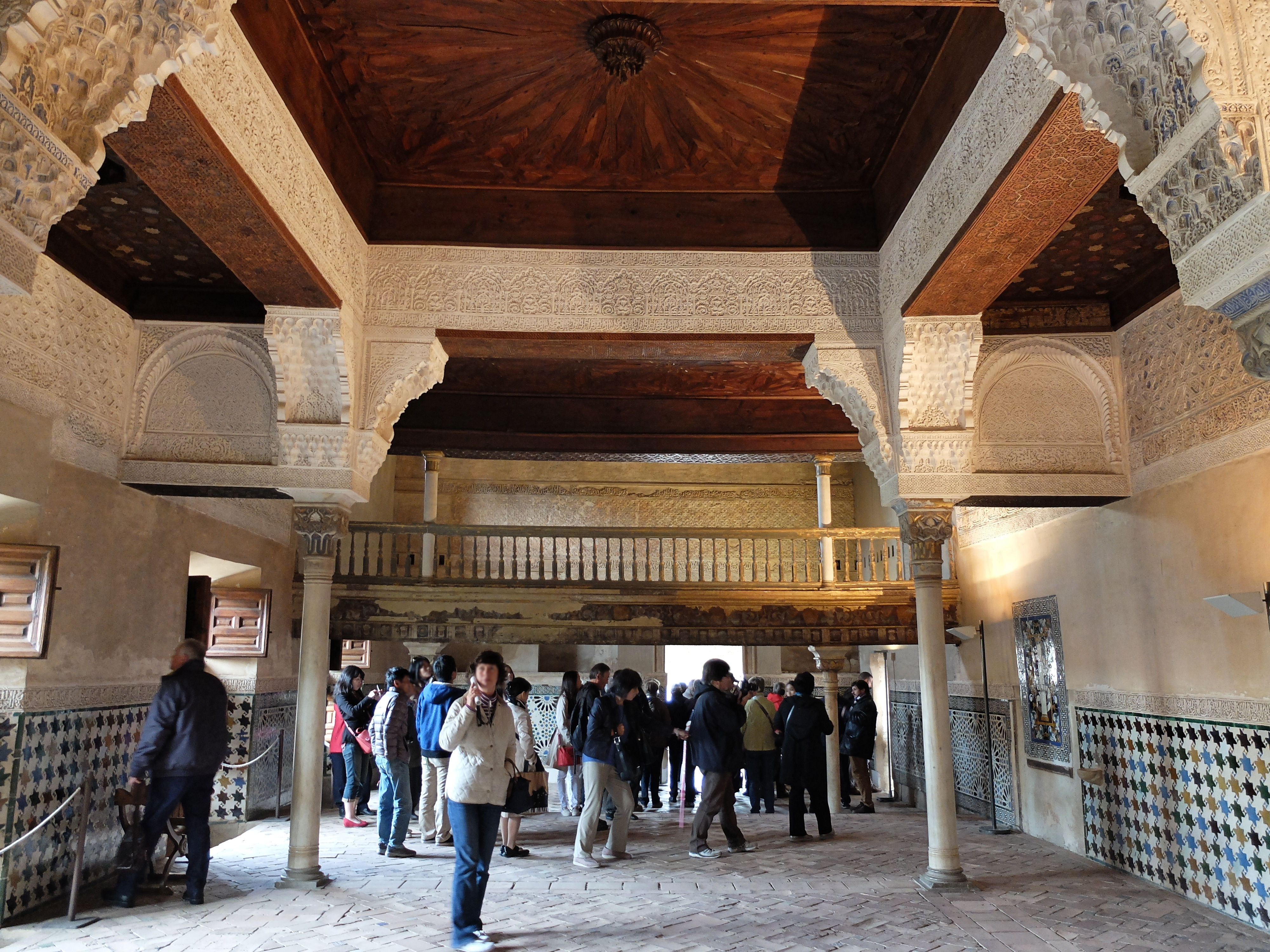

梅斯亚尔厅（阿拉伯语：‎，羅馬化：mashwar）是西班牙格拉纳达阿尔罕布拉宫纳斯利德王朝宫殿建筑群的一部分。 它是苏丹和国家的官方宫殿科玛莱斯宫的入口，承担着各种行政职能。1492年西班牙基督教征服格拉纳达后，这座建筑的主厅被改建为小堂，但是后来许多基督教增建部分在现代修复期间被拆除。宫殿的两个主要庭院也被用于其他用途，只有它们的地基今天仍然可见。

## 词源

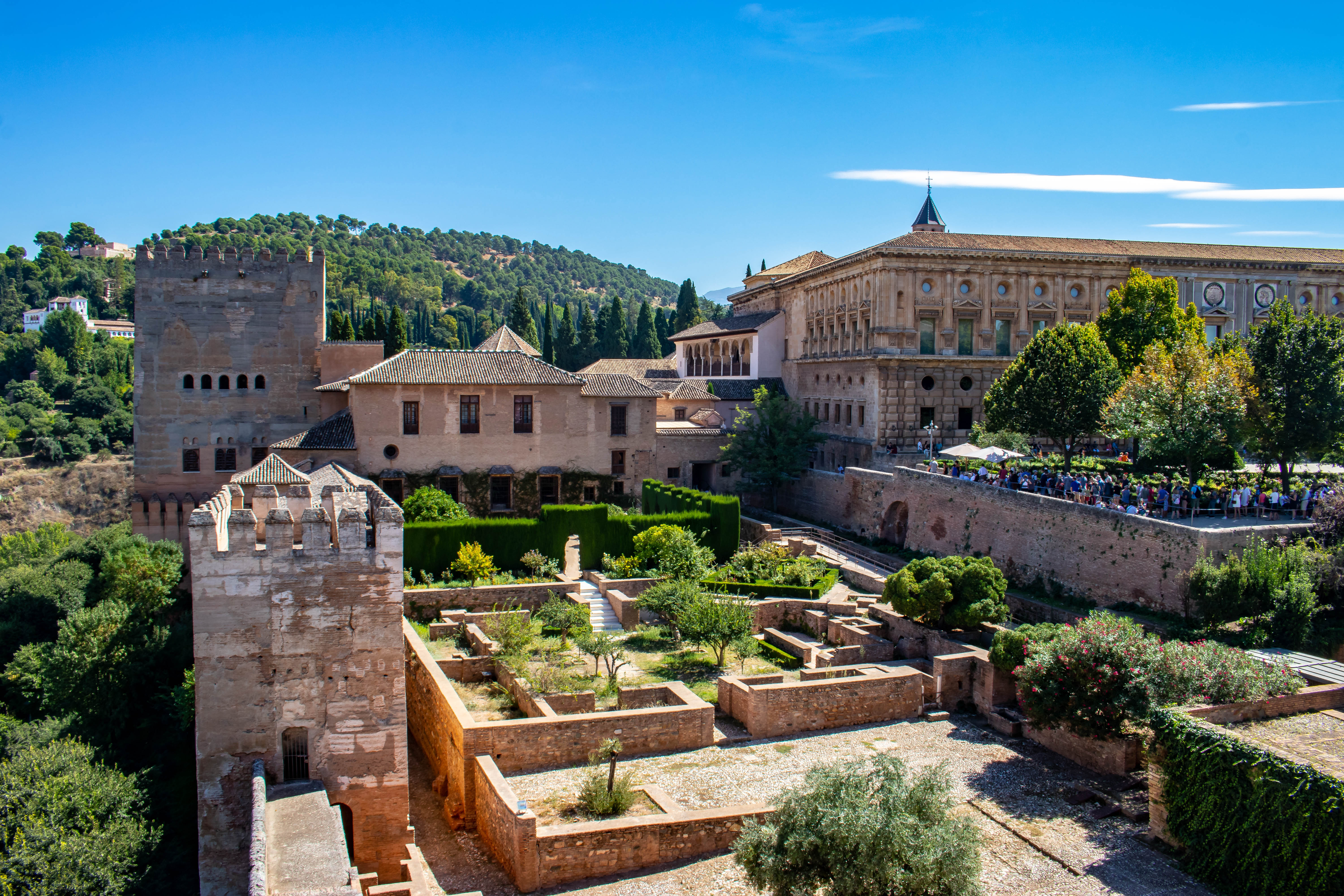
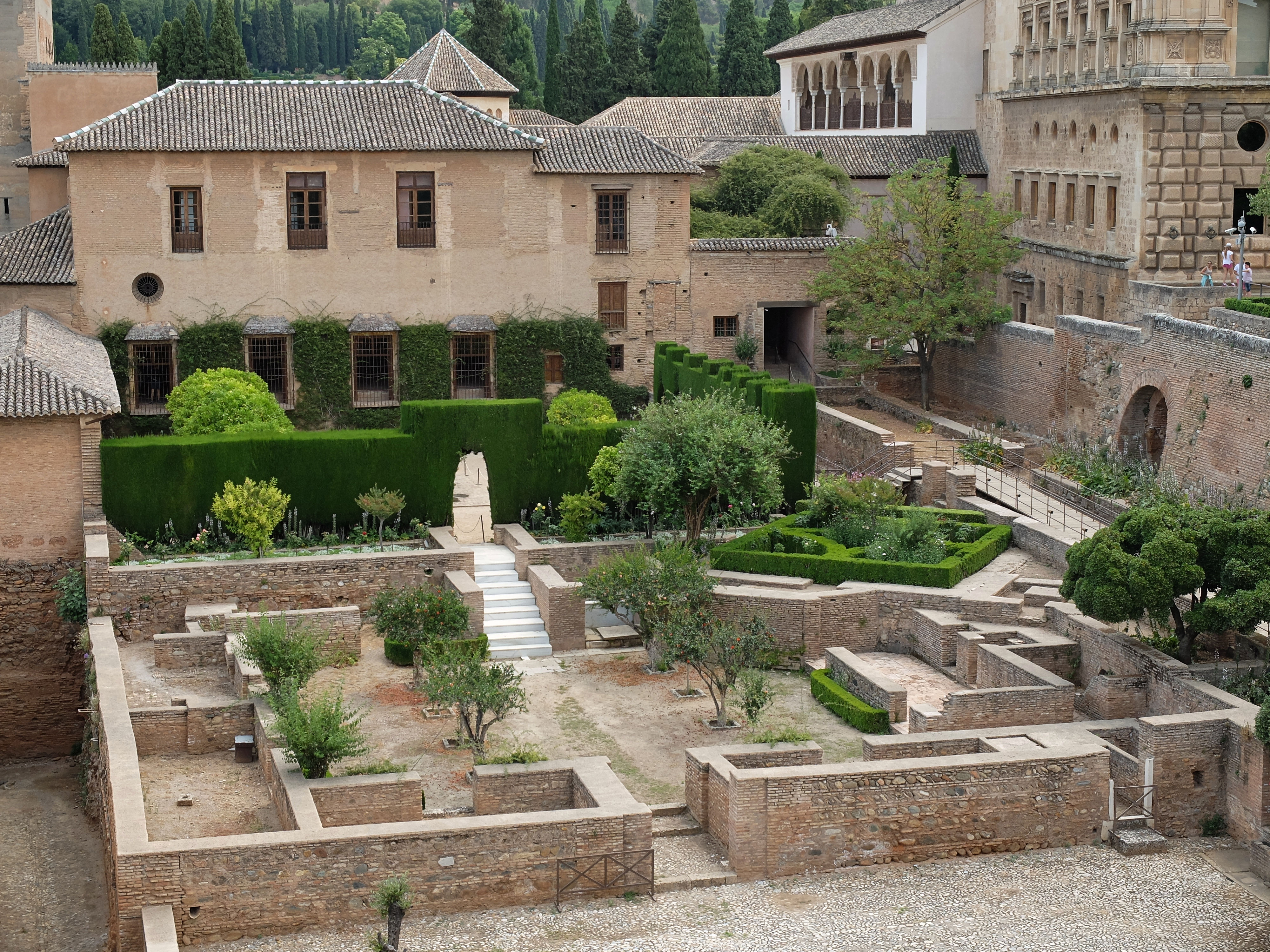
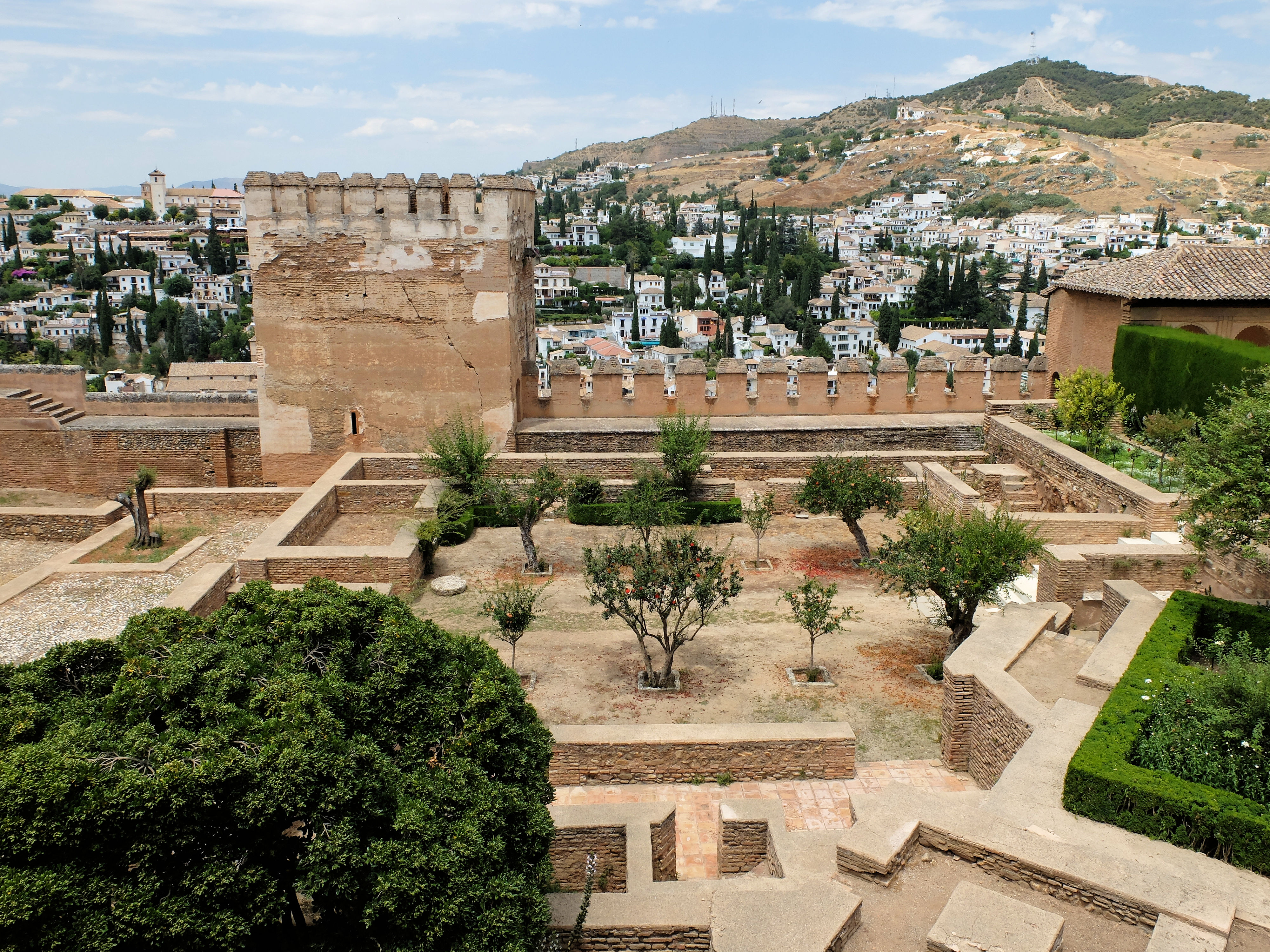
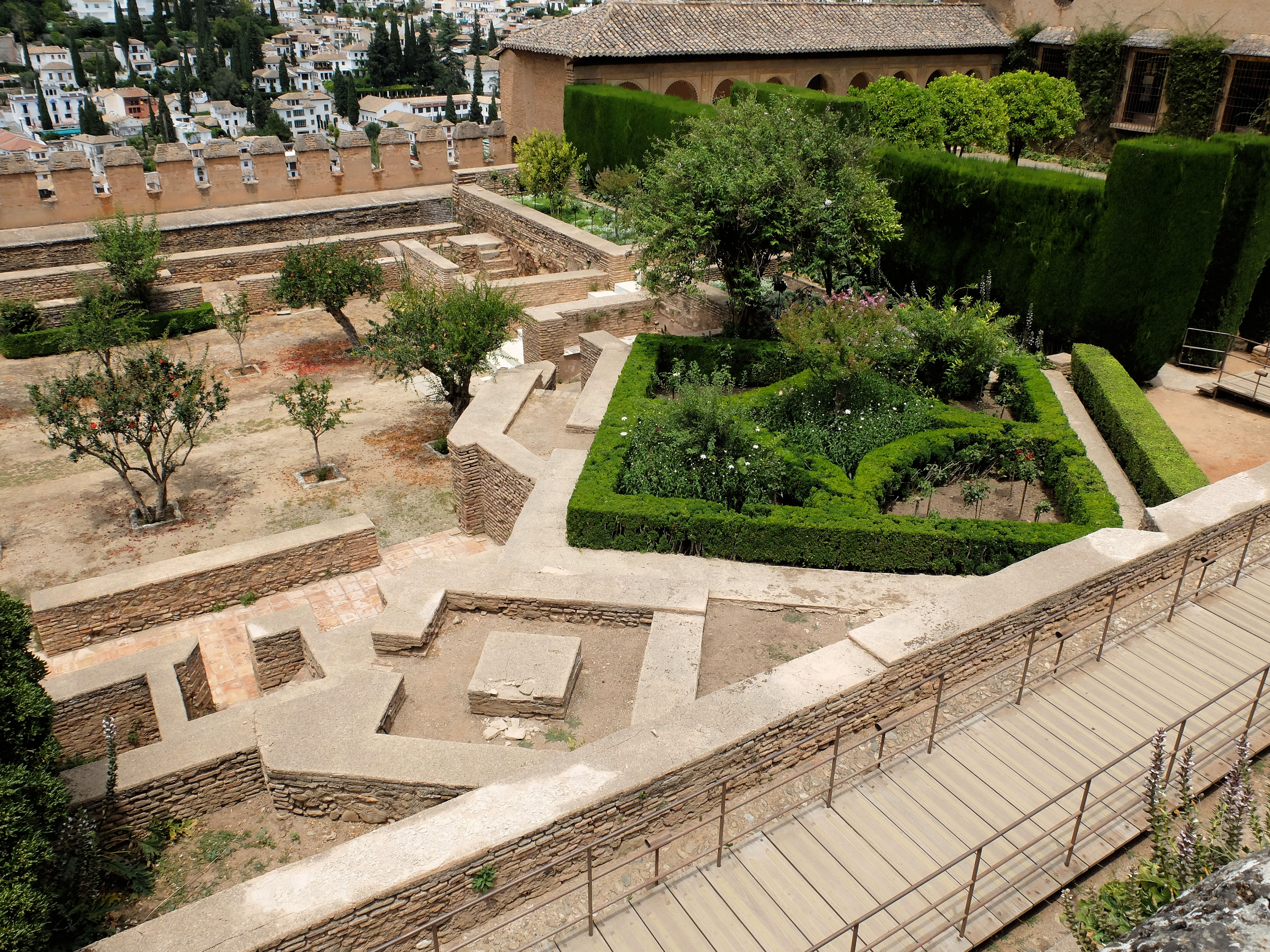
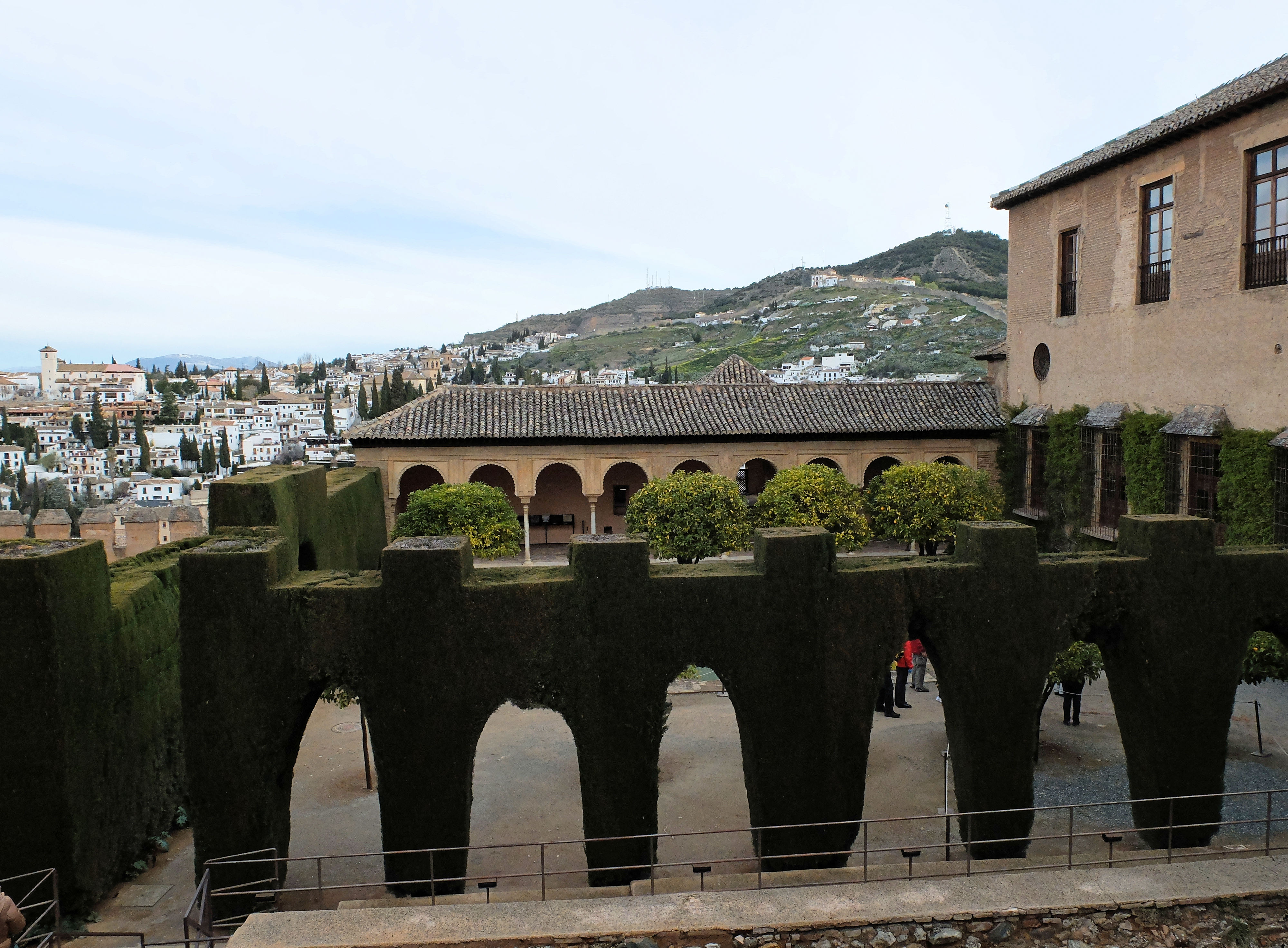
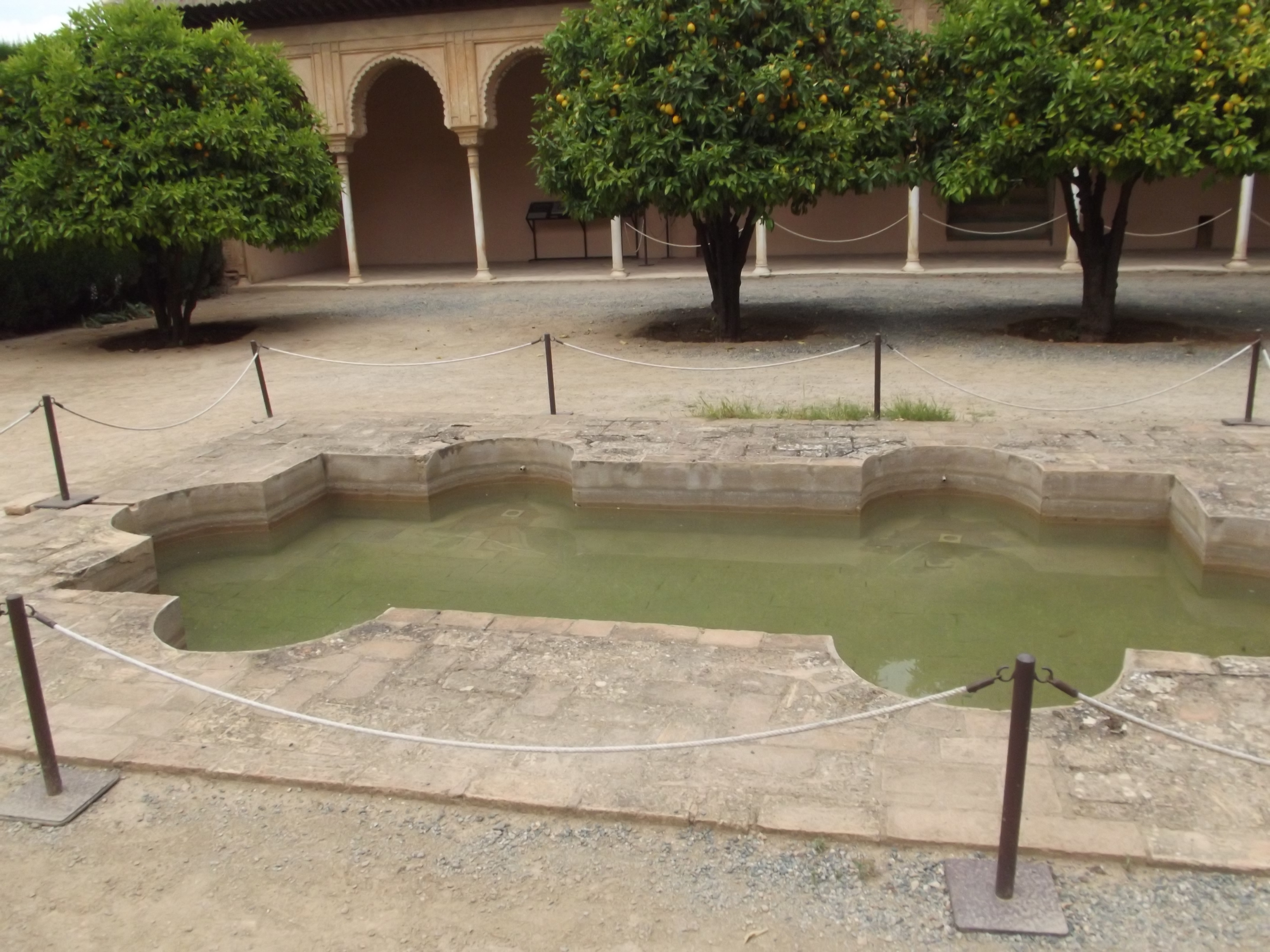
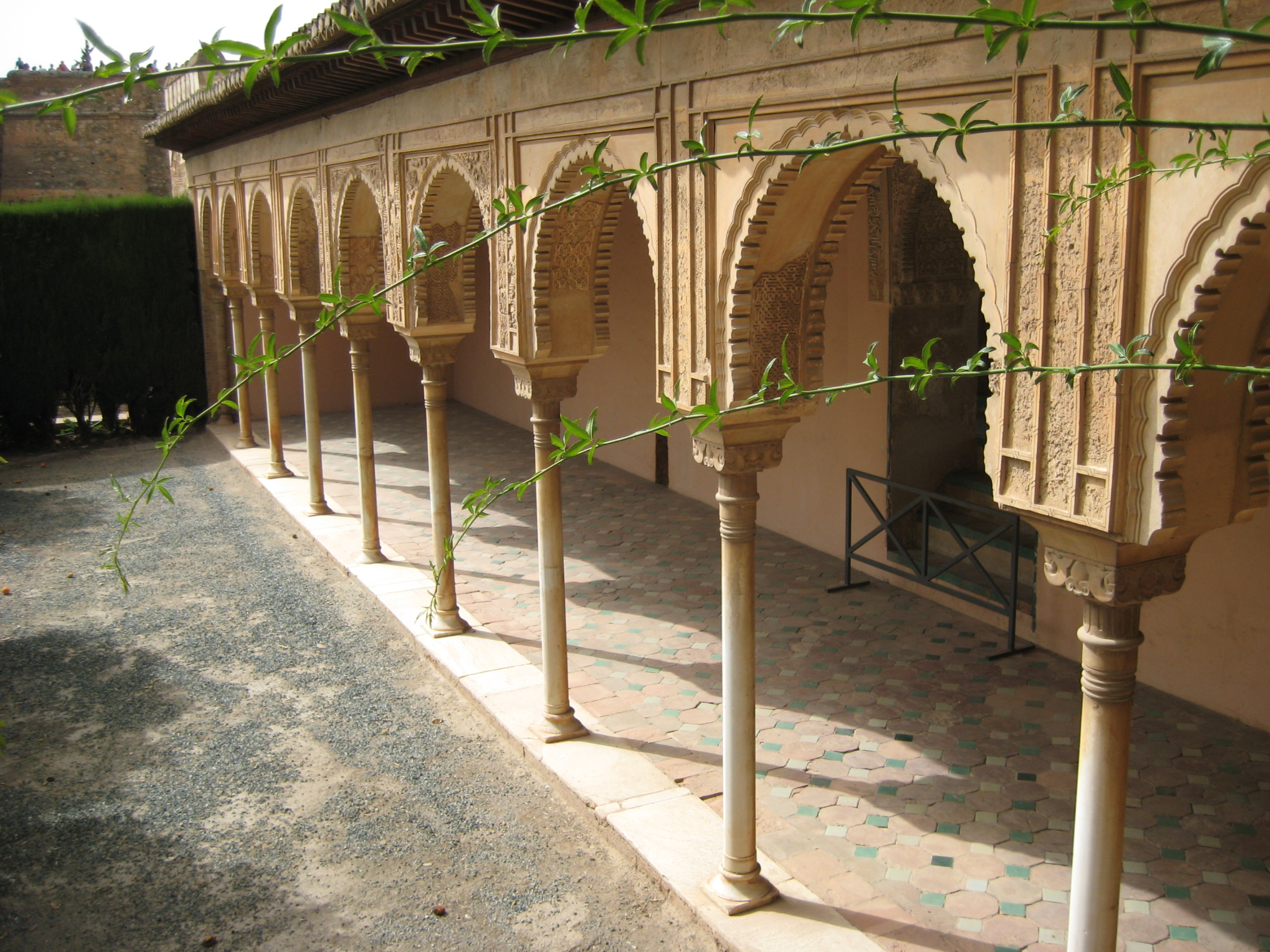
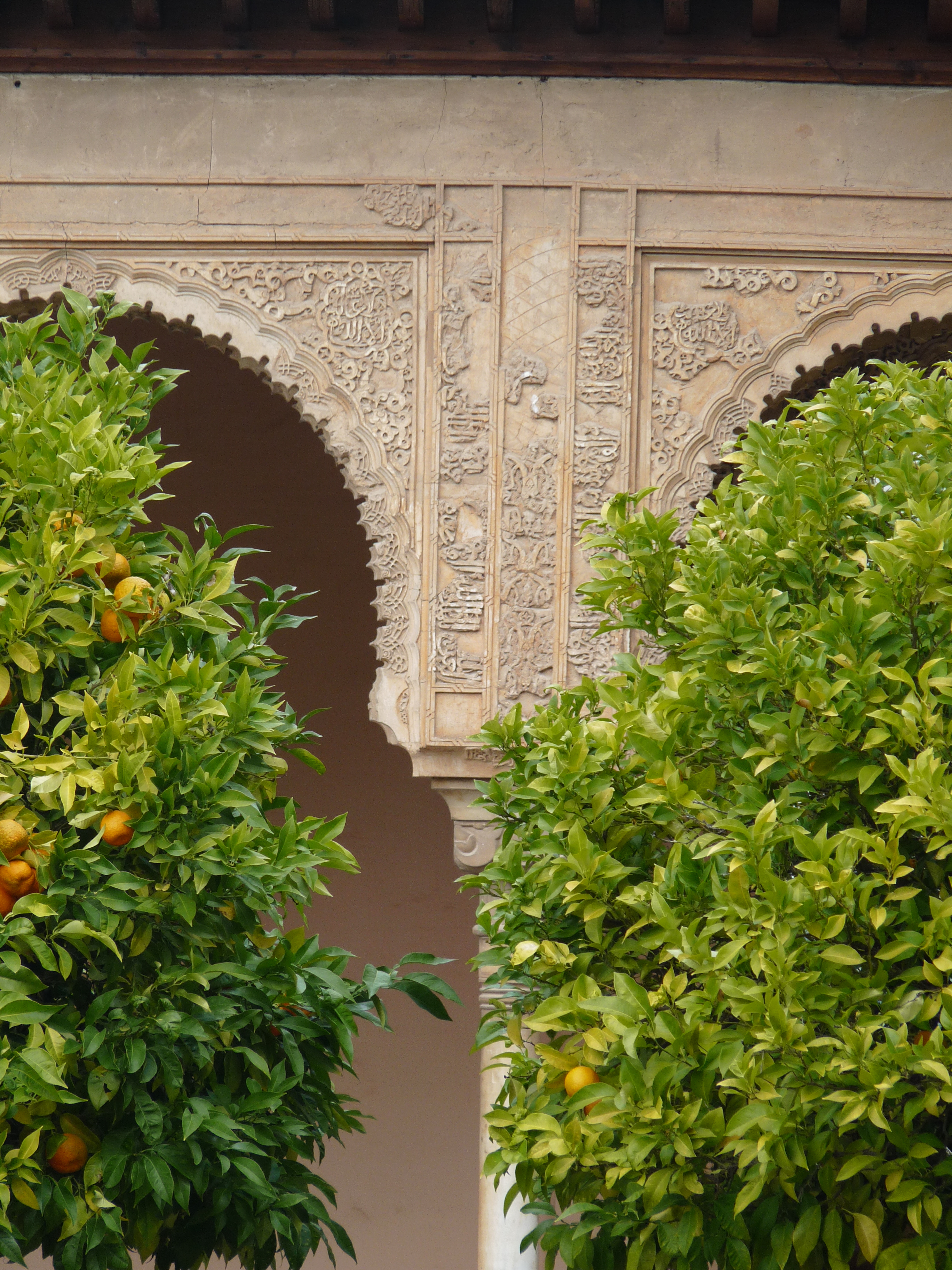
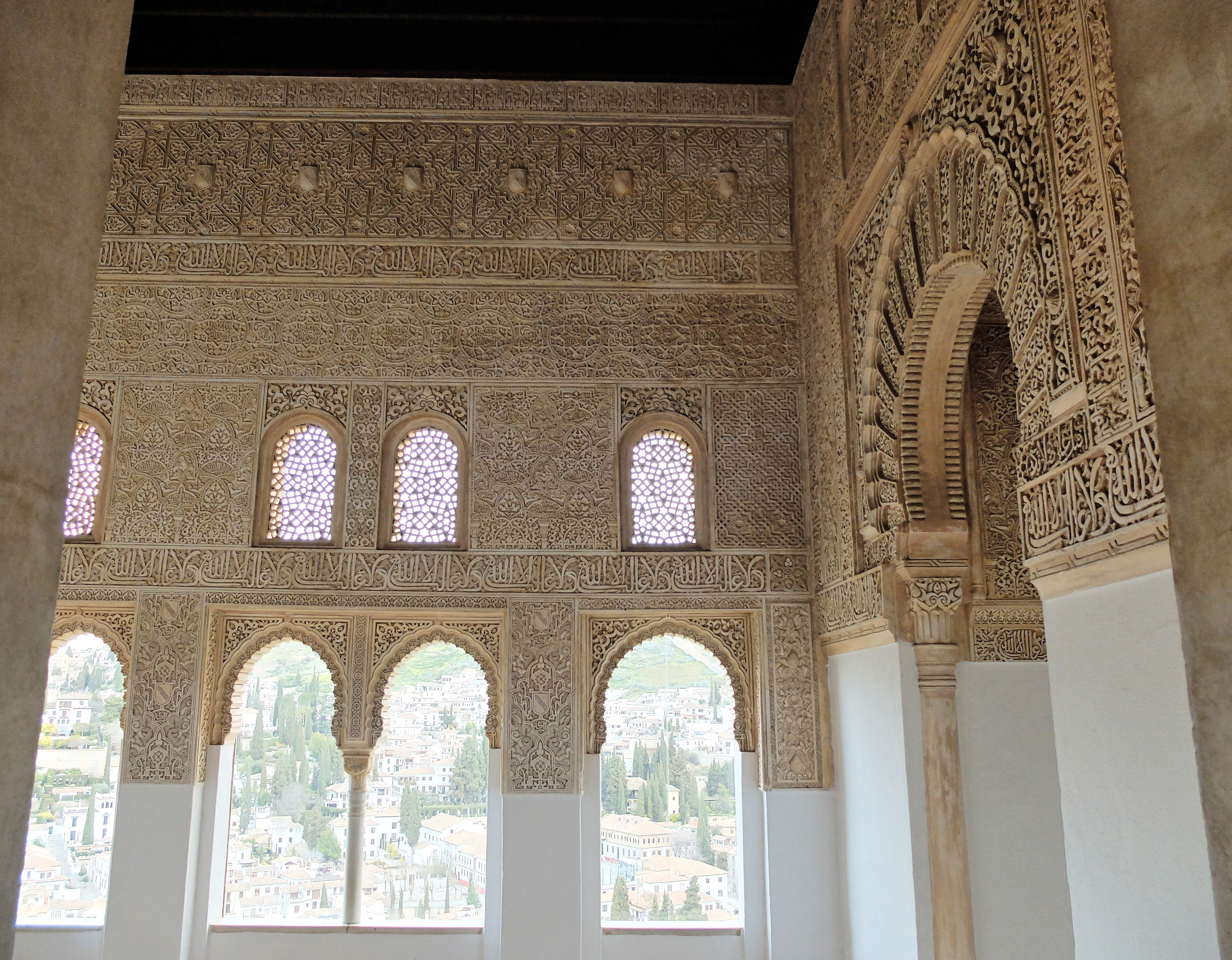
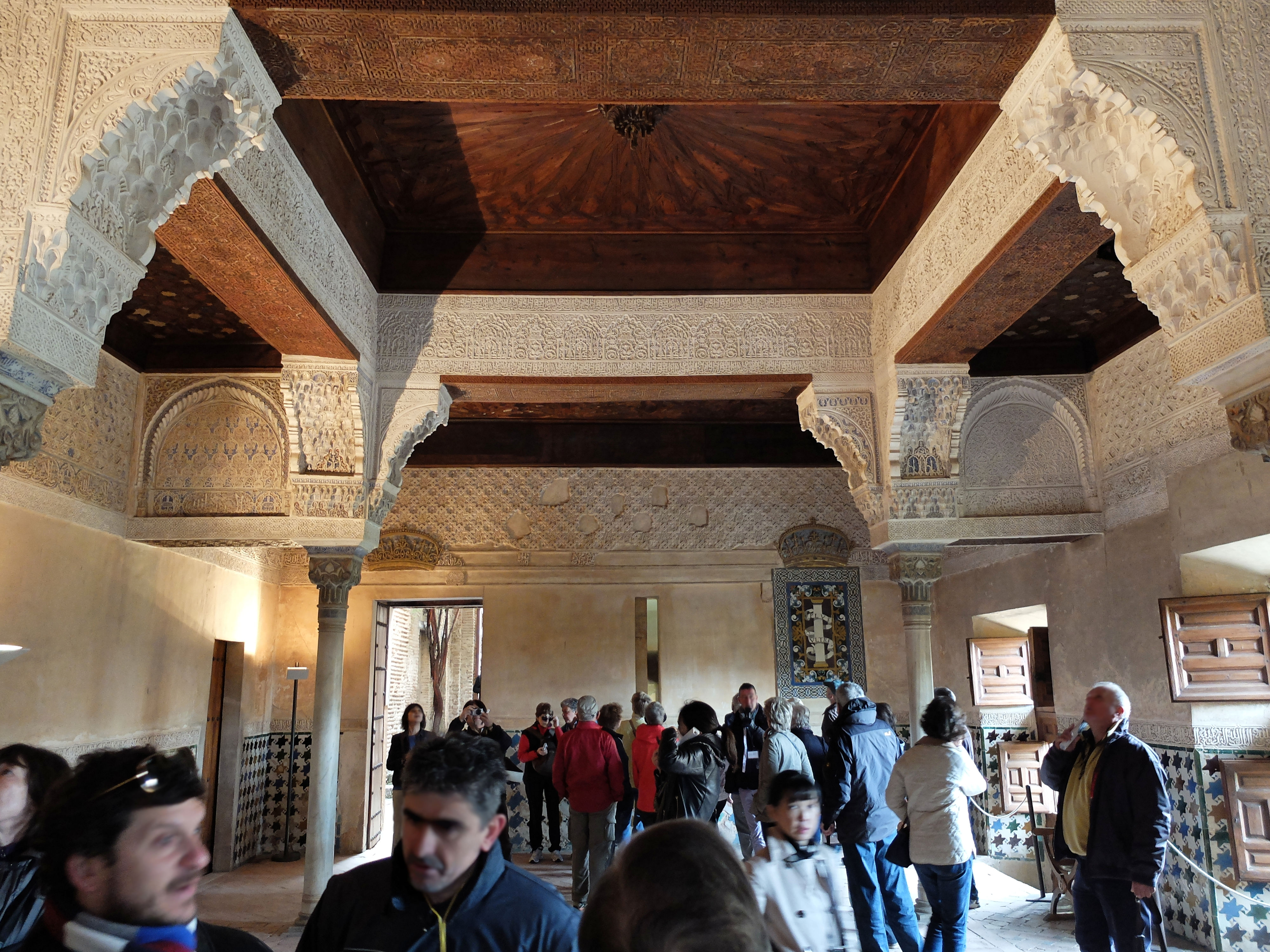
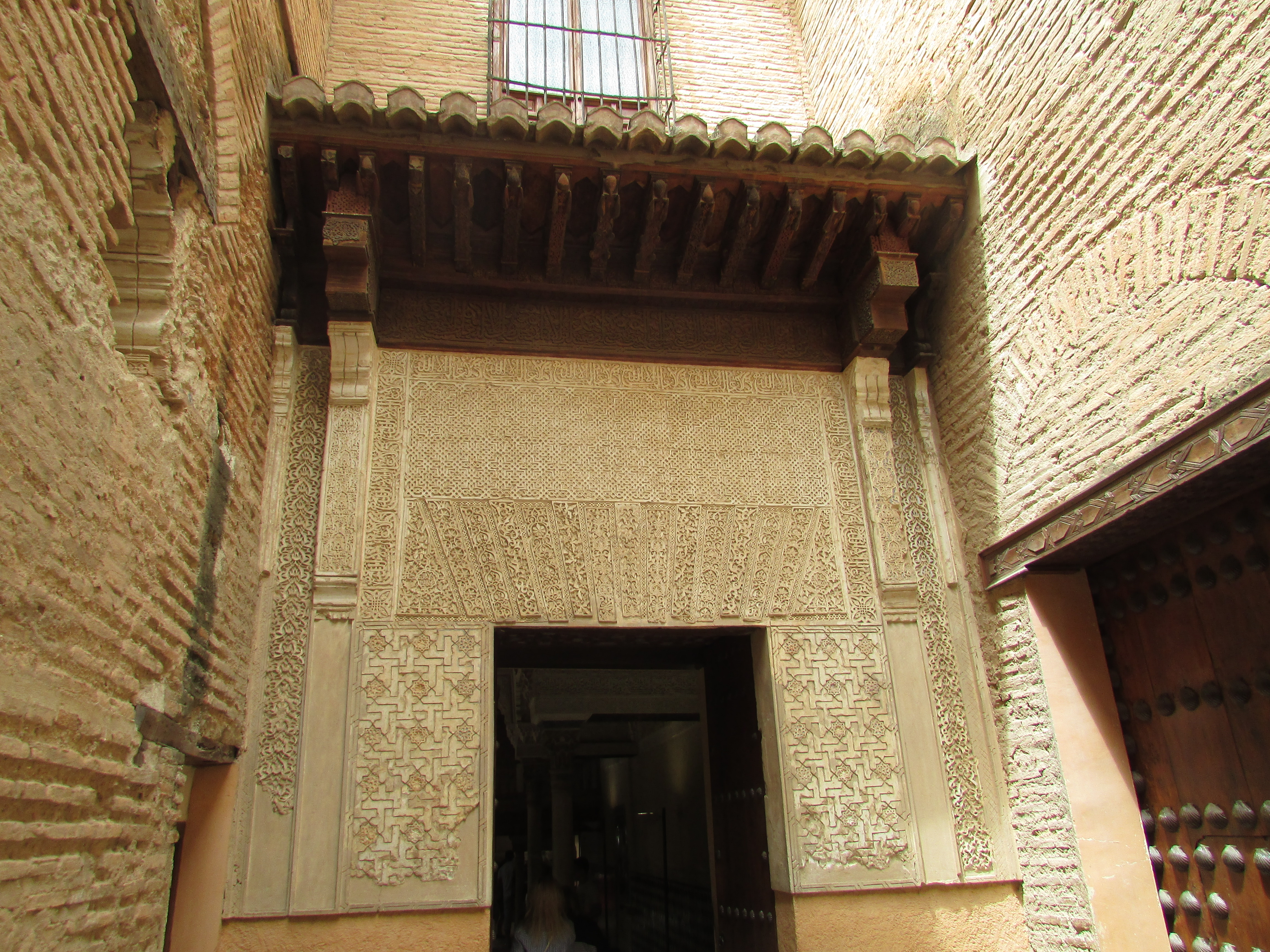
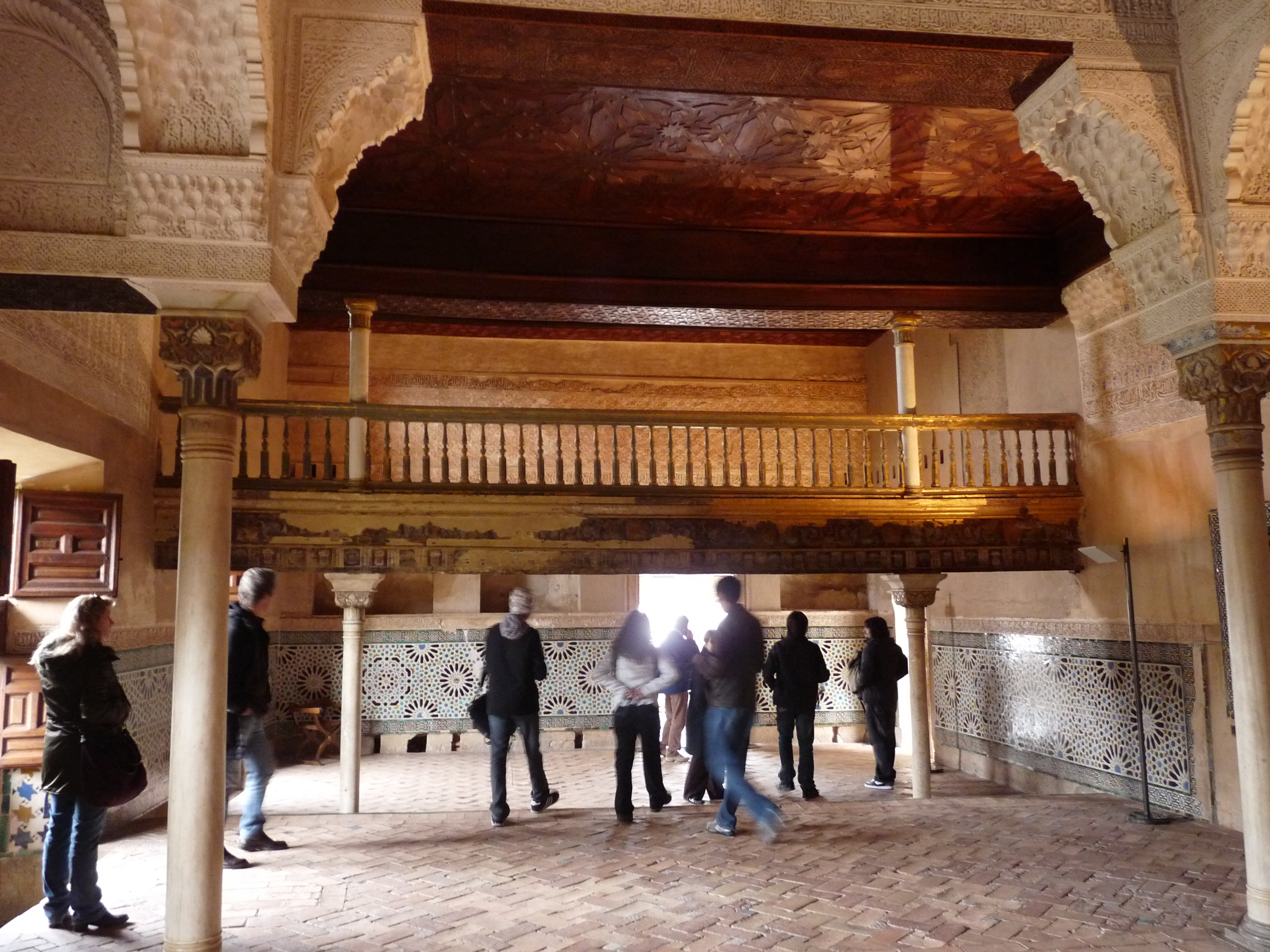
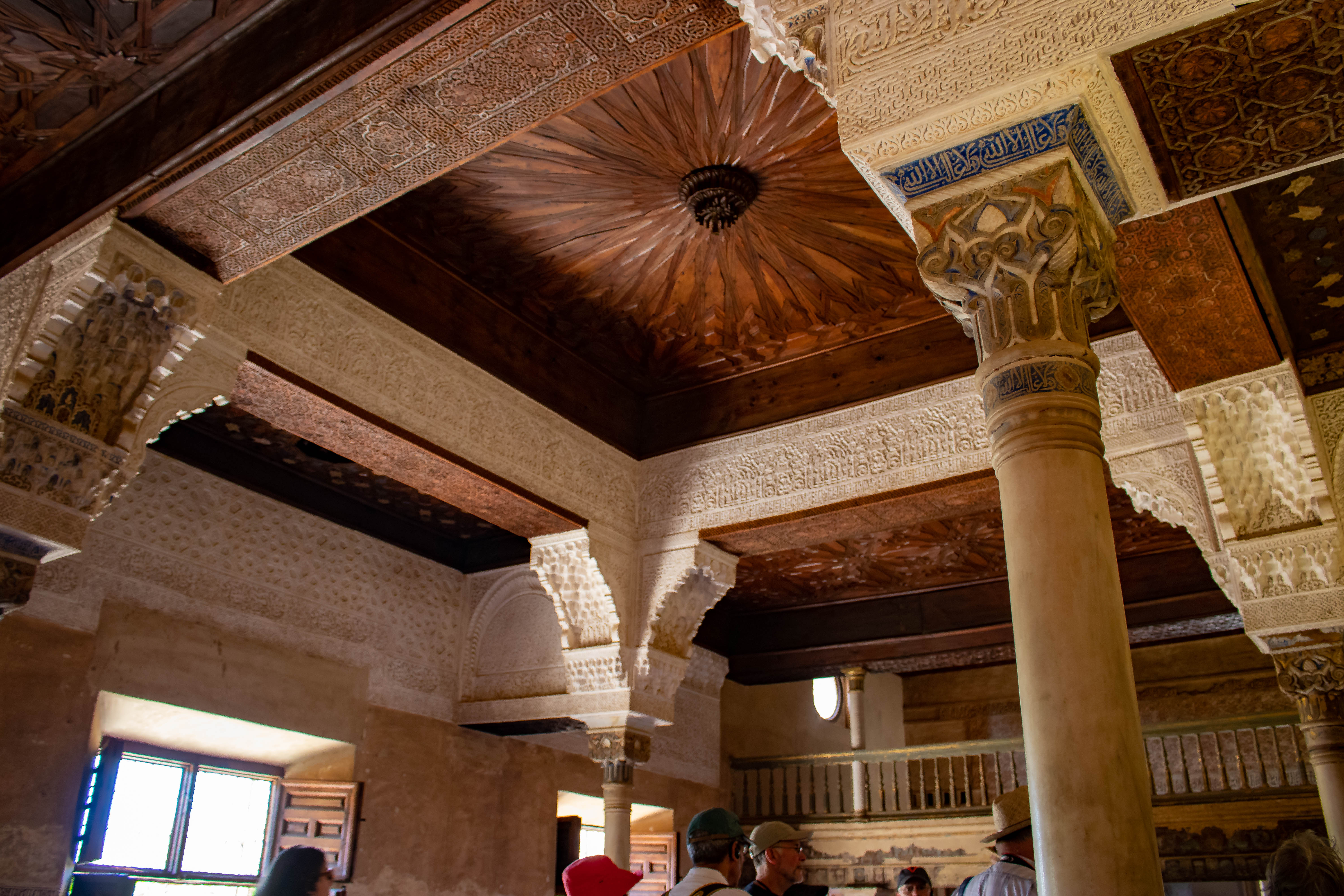
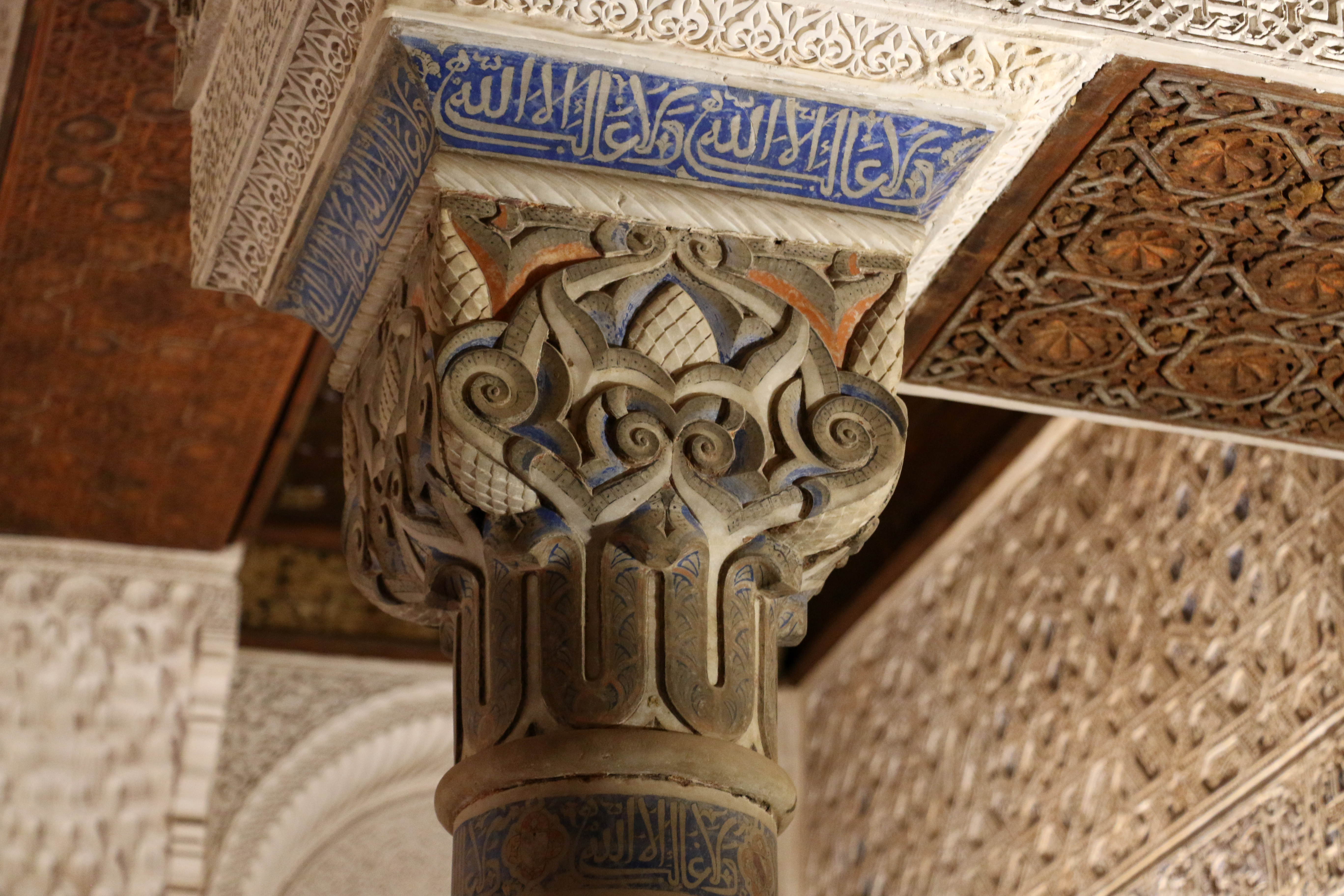
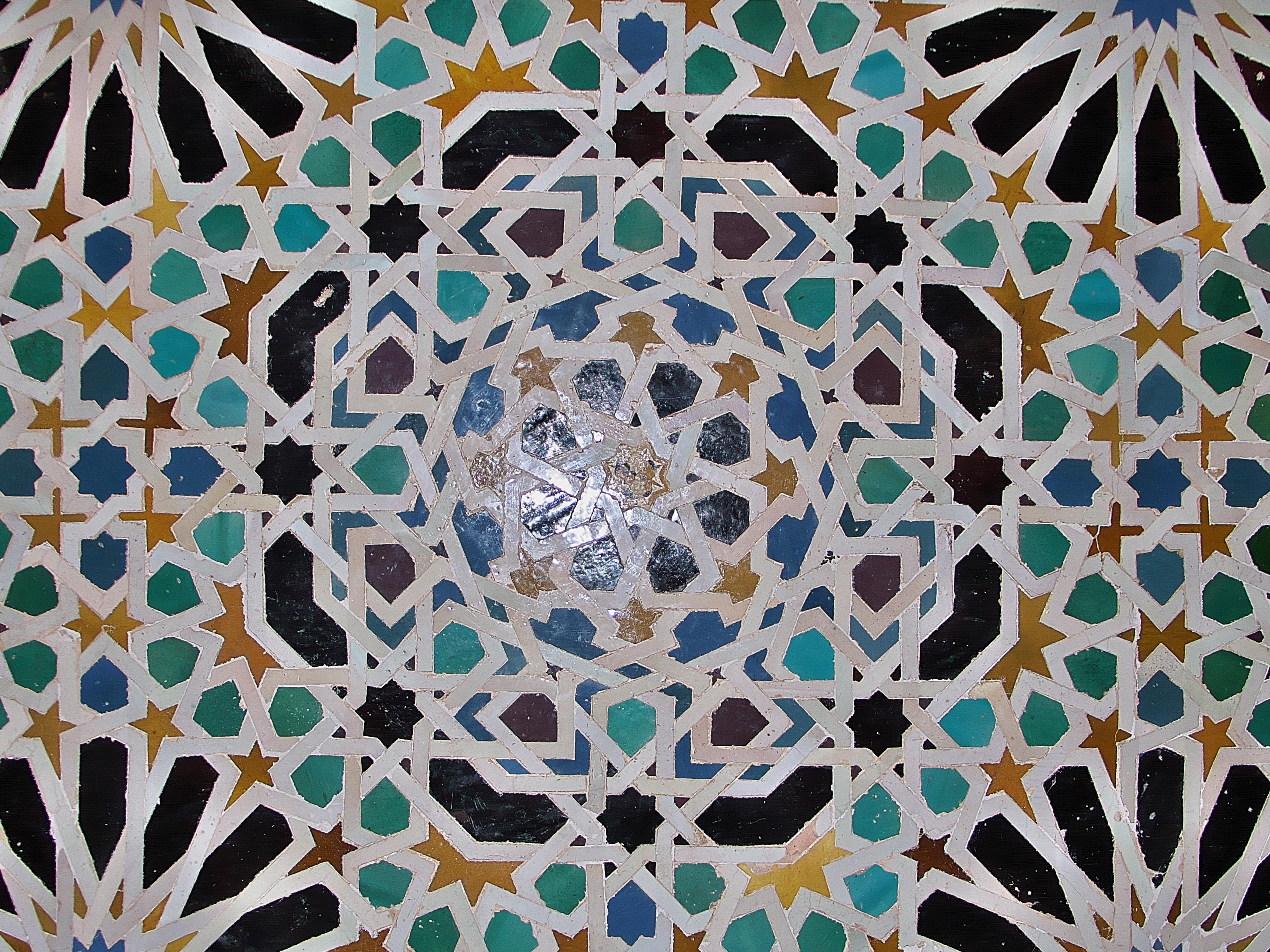
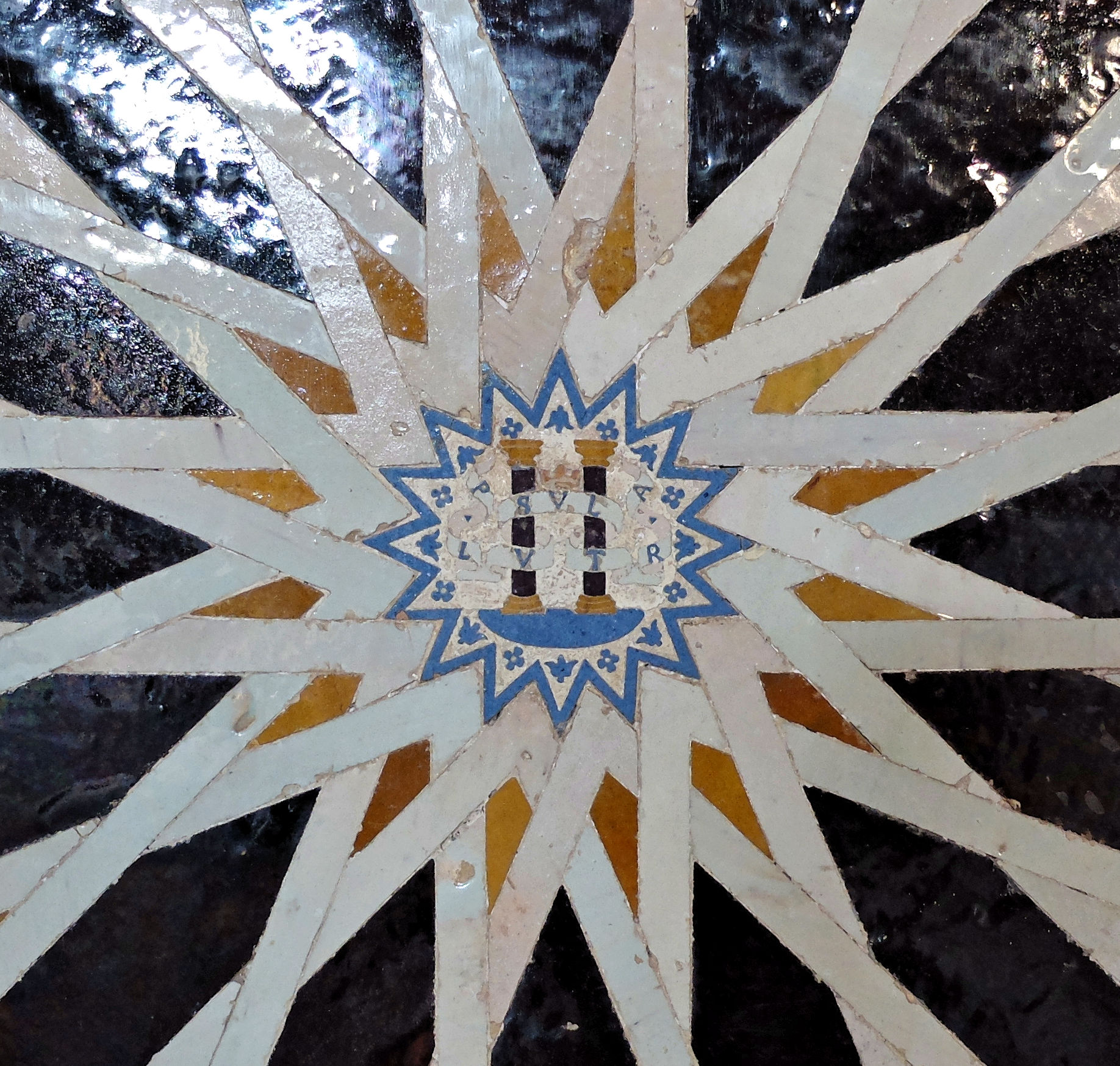
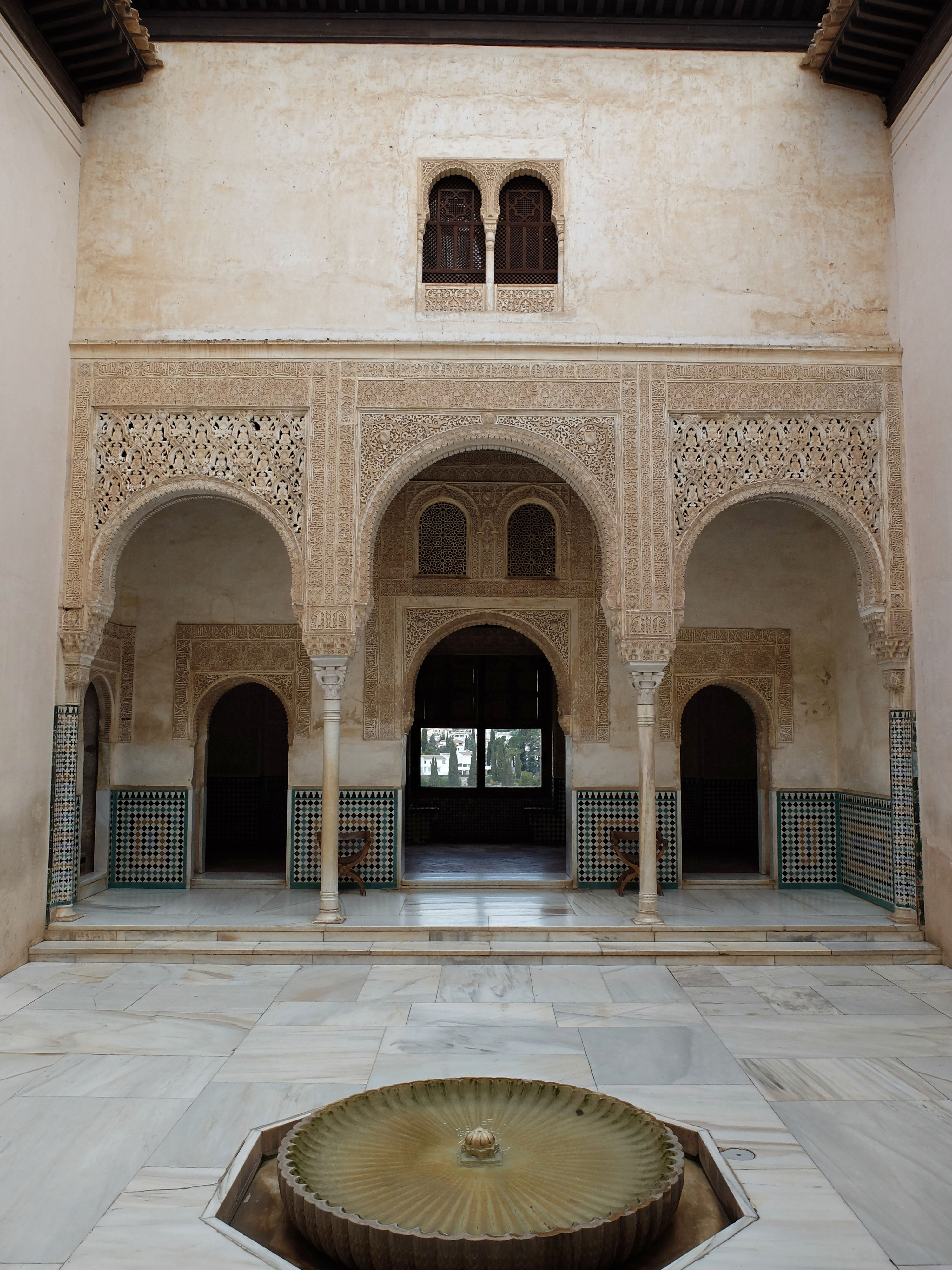
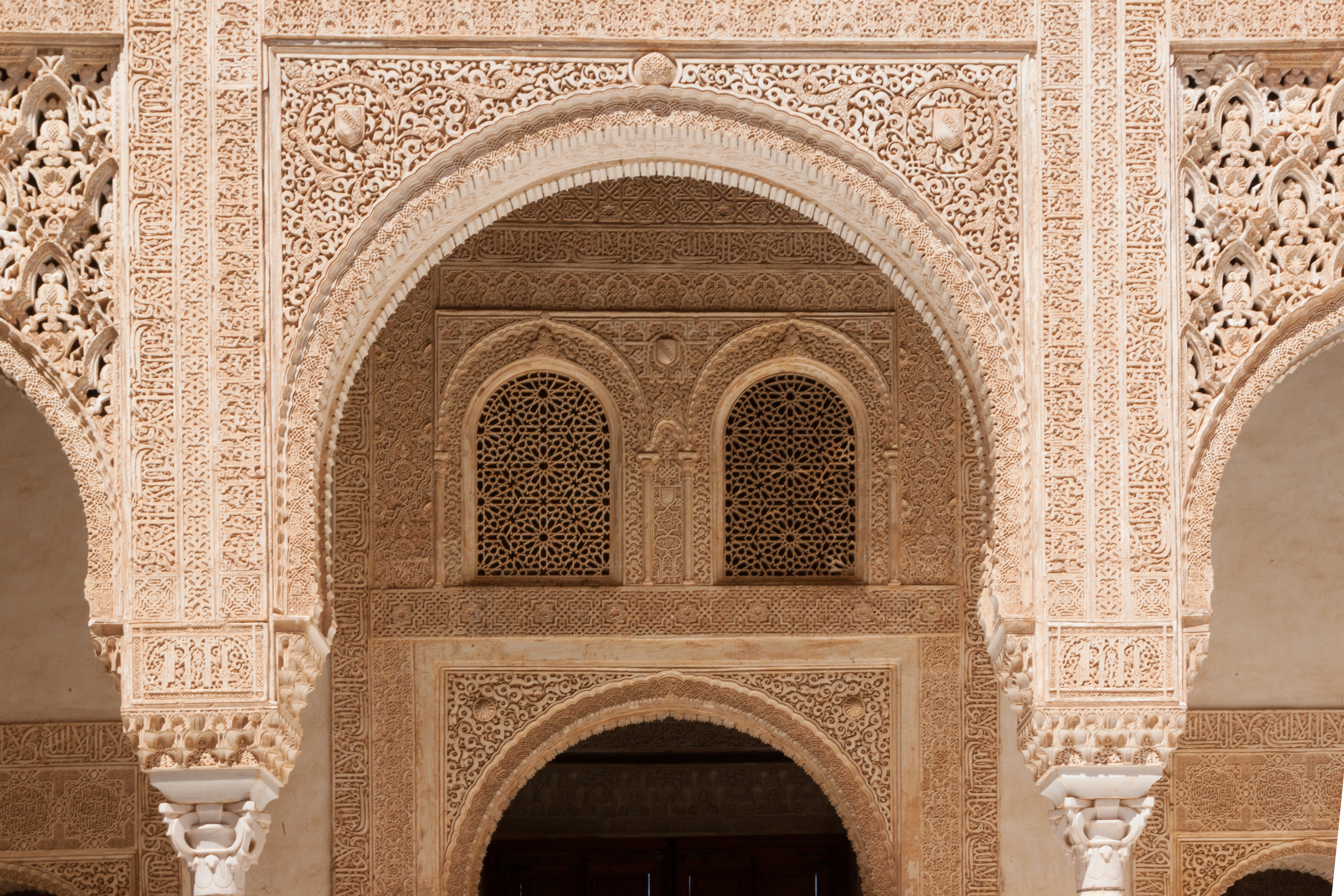
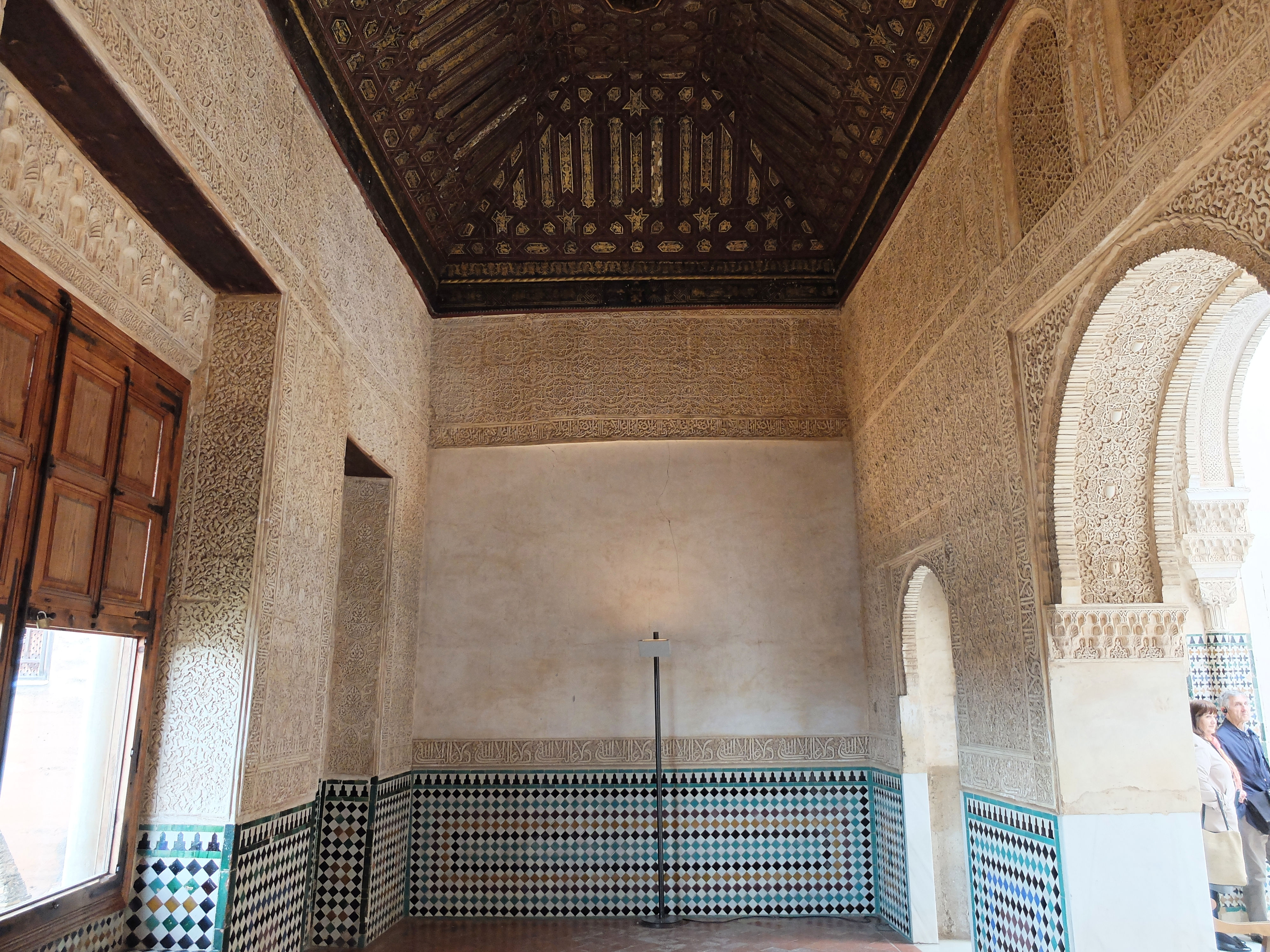
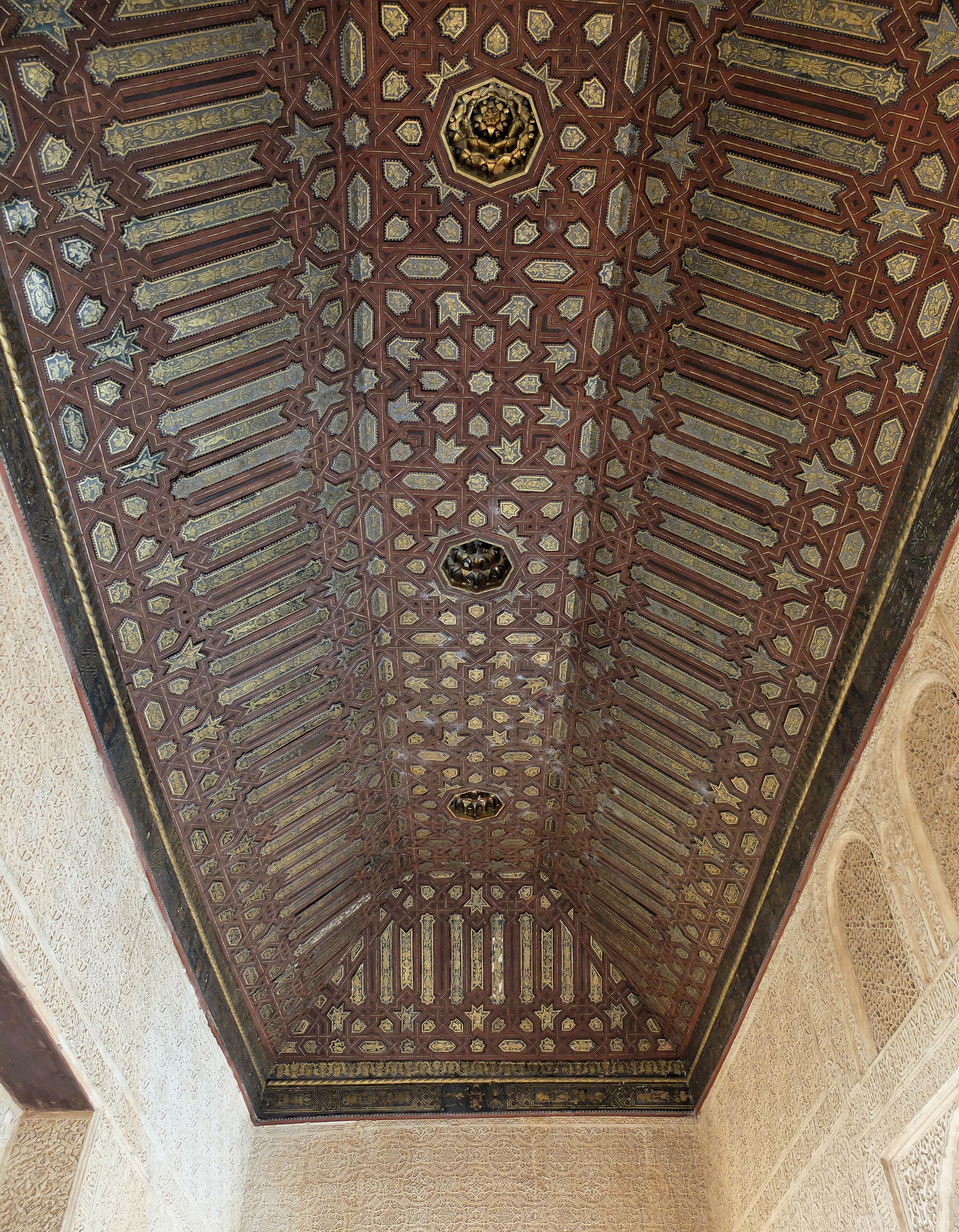
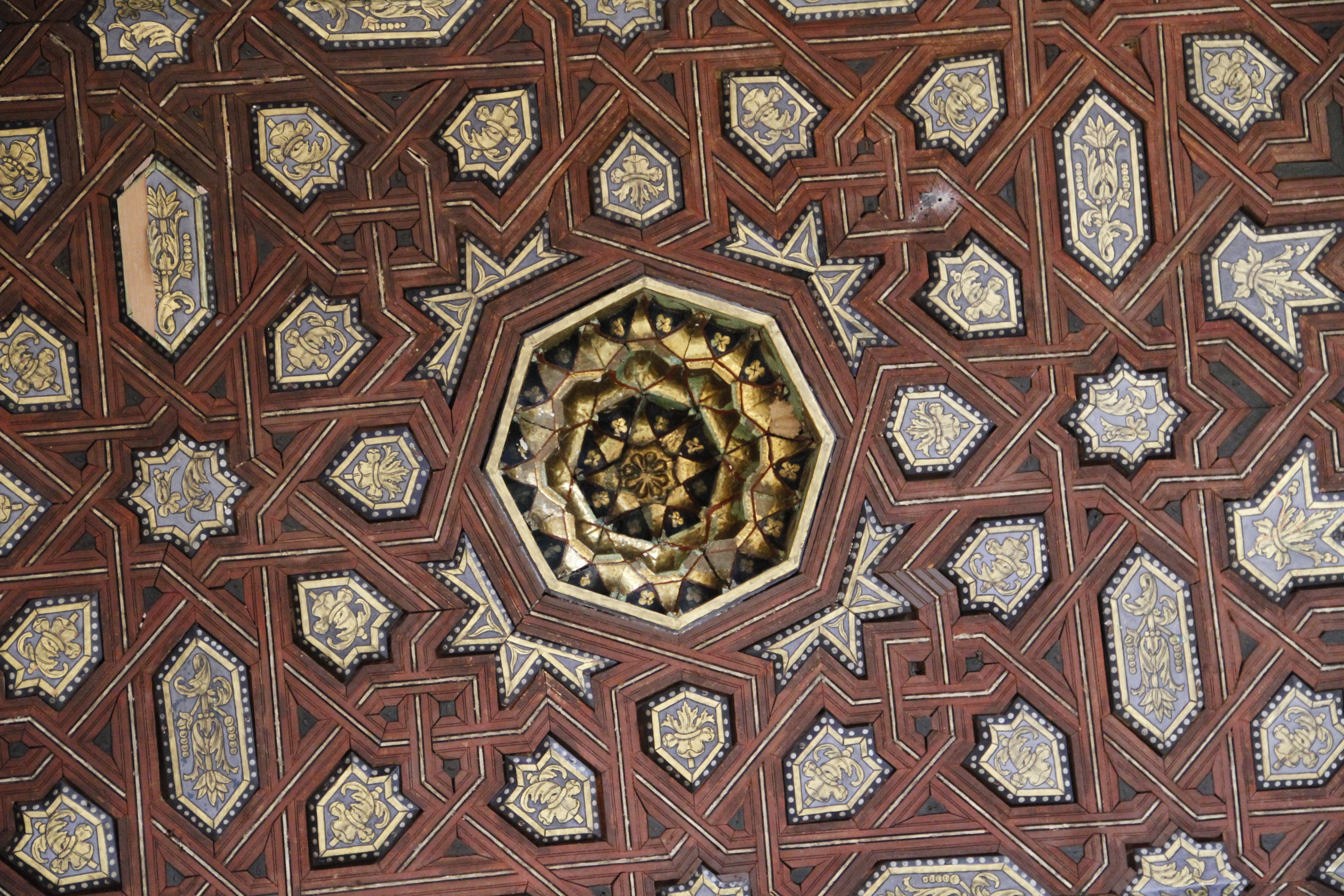
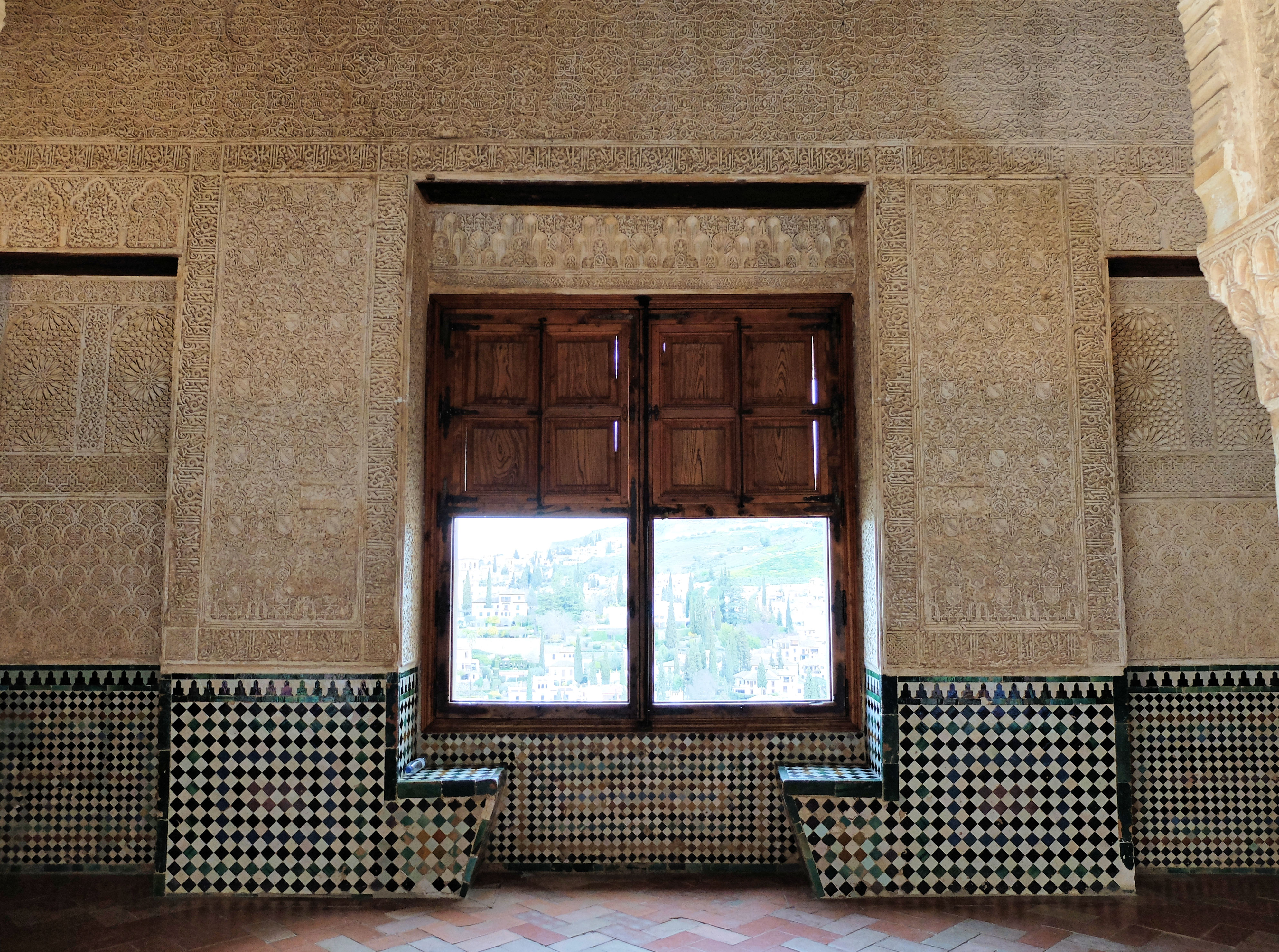
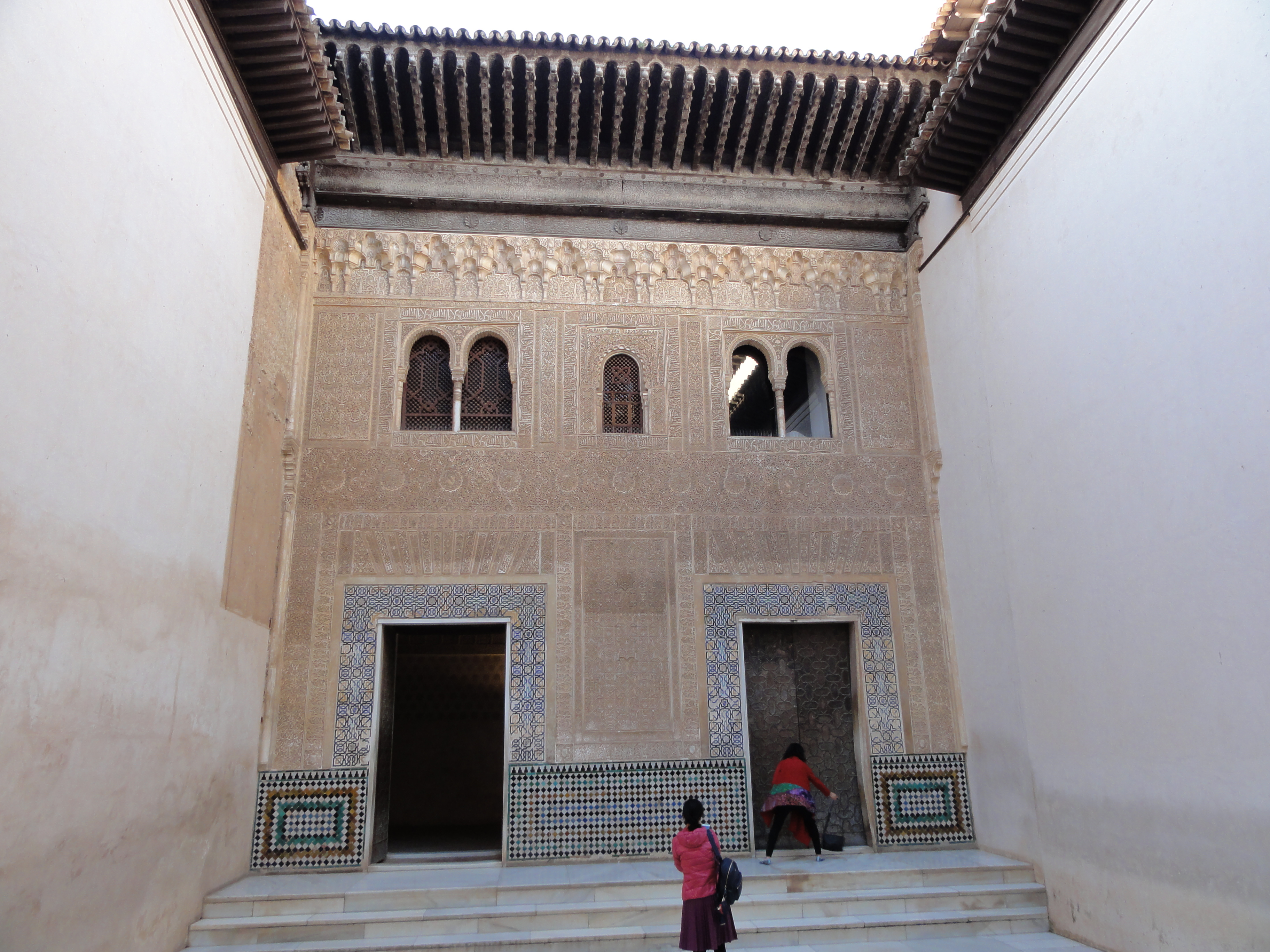

西班牙语名称“梅斯亚尔”（Mexuar）来自阿拉伯语单词Mashwar (阿拉伯语：‎)，意思是“会议区”。（p. 194）（p. 714） 在北非，这个词也被用来表示摩洛哥皇家宫殿入口处的公共广场或接待区，在那里举行仪式，或接受请愿书。另一个例子是阿尔及利亚特莱姆森的梅丘亚宫（法语：Palais El Mechouar）。。